# Курэй, Анурадха
Анурадха Курэй — шри-ланкийский легкоатлет, который специализируется в марафоне. На олимпийских играх 2012 года занял 55-е место с результатом 2:20.41. На Олимпиаде 2004 года занял 30-е место в марафоне.
Личный рекорд в марафоне — 2:16.38.

## Сезон 2014 года
29 марта занял 75-е место на чемпионате мира по полумарафону с национальным рекордом — 1:05.20.